# لیندسی داونپورت
 لیندسی داونپورت (انگلیسی: Lindsay Davenport؛ زاده ۸ ژوئن ۱۹۷۶) یک تنیس‌باز اهل ایالات متحده آمریکا است.